# Fuscidea appalachensis
Fuscidea appalachensis är en lavart som beskrevs av Fryday. Fuscidea appalachensis ingår i släktet Fuscidea och familjen Fuscideaceae.   Inga underarter finns listade i Catalogue of Life.